# Grote koninklijke vrouwe
| M23 | N41 · X1 | wr · t |

Grote koninklijke vrouwe of hoogste koningsvrouw (Oudegyptisch: ḥmt nswt wrt) is de Egyptische titel die ongeveer sinds het Middenrijk (ca. 1976 v.Chr.) maar voornamelijk vanaf ca. 1590 v.Chr. ter aanduiding van de faraovrouw werd gebruikt in het oude Egypte.
Er waren meerdere vrouwen aan het hof, waaronder ook concubines van de mannelijke farao. Dit was een regeling die voor diplomatieke betrekkingen met buurstaten instond, vanwaar koningsdochters als prinses aan het Egyptische hof werden toegevoegd en omgekeerd. Maar slechts één had de status van grote koninklijke vrouwe, doorgaans een Egyptische.
Men is er altijd van uitgegaan dat de troonopvolging in het oude Egypte langs de koninklijke vrouwen verliep. Deze erfdochtertheorie wordt sinds de jaren tachtig aangevochten. Men neemt nu aan dat vanaf een bepaald moment de troon naar de oudste zoon van de mannelijke farao ging. Dus was de moeder van een erfgenaam niet altijd de Grote koninklijke vrouwe. Eenmaal de nieuwe farao gekroond was, kon deze zijn moeder wel de titel geven, naast eventueel nog andere titels. Voorbeelden hiervan zijn die van Iset, de moeder van Thoetmosis III, Tiaa, moeder van Thoetmosis IV en Moetemwia, moeder van Amenhotep III.
Meretseger, de 'hoofdvrouw' naast Senusret III, is de eerste koningin bij wie de titel grote koninklijke vrouwe verschijnt. Zij is ook de eerste koningin die haar naam in een cartouche zet. Maar zij wordt pas geattesteerd in het Nieuwe Rijk. Daarom neemt men aan dat de titel mogelijk een anachronisme is. En misschien was de eerste houdster van deze titel dan wel Noebchaas van de tweede tussenperiode.

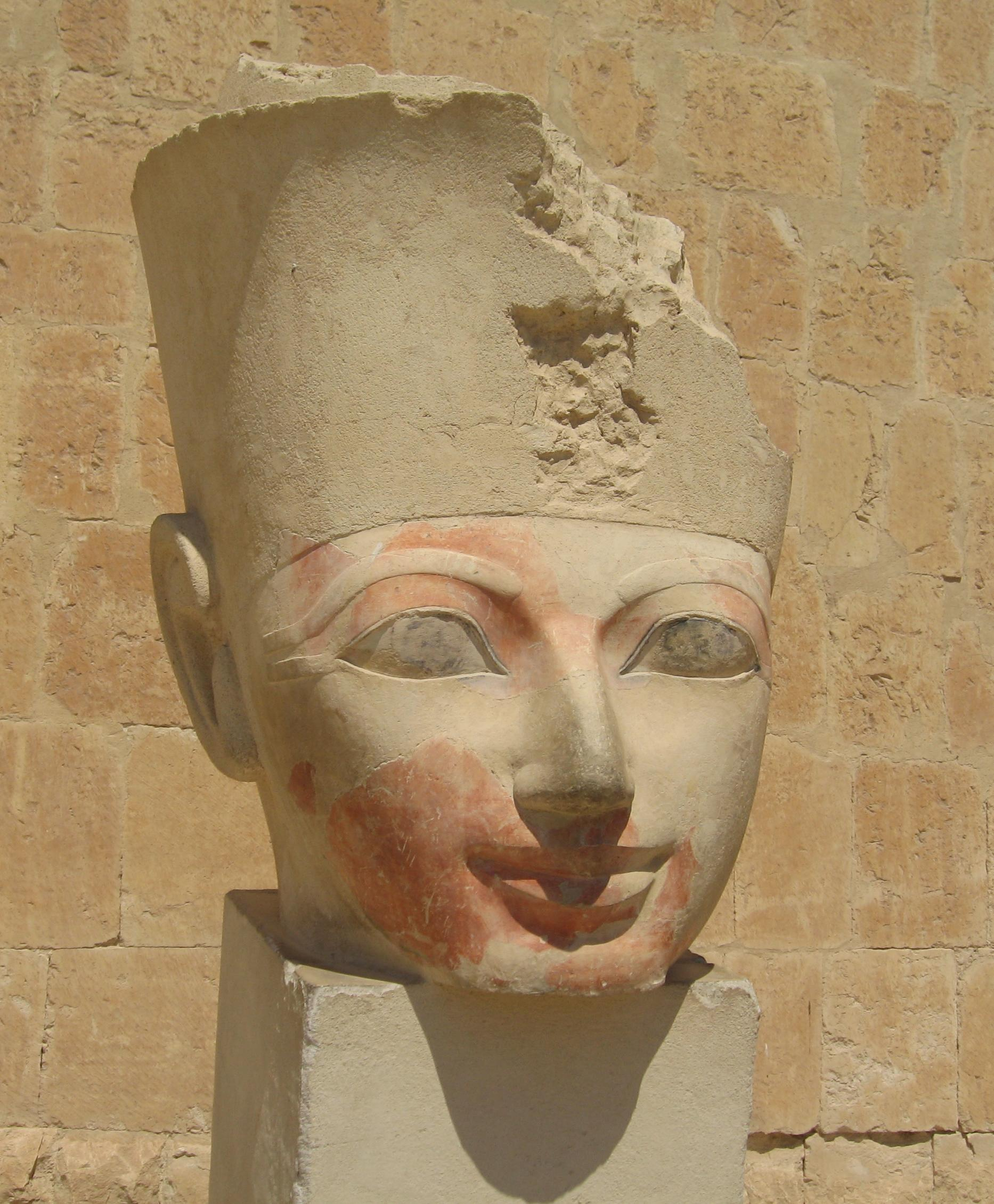
Hatsjepsoet was grote koninklijke vrouwe naast Toethmosis II, toen regentes voor haar stiefzoon Toethmosis III - Deir el-Bahari, Egypte

Een bijzondere plaats in de geschiedenis van koninklijke vrouwen wordt ingenomen door Hatsjepsoet. Zij was Grote koninklijke vrouwe naast haar halfbroer Thoetmosis II. Gedurende die tijd was Hatsjepsoet ook godsvrouw van Amon (rang van opperpriesteres in de tempel van Amon in Karnak). Na de dood van haar echtgenoot werd ze regentes, toen haar stiefzoon, de enige mannelijke opvolger (geboren uit Iset) nog minderjarig was. Hij zou later Thoetmosis III worden. Maar tijdens zijn jeugd werd Hatsjepsoet tot farao gekroond en regeerde zij in die functie gedurende vele jaren. Egypte had al eerder vrouwelijke farao's gehad, maar de term 'farao' kwam pas vanaf de 18e dynastie van Egypte in voege. Als waarneemster van het faraoschap droeg zij haar titel van Godsvrouw van Amon dan over op haar dochter Neferoere, aangezien beide titels en bijhorende verantwoordelijkheden niet door dezelfde persoon mochten gedragen worden. Misschien werd haar dochter later dan weer grote koninklijke vrouwe naast Thoetmosis III, al is er geen duidelijk bewijs voor een huwelijk.
Van de 18e tot de 20e dynastie van Egypte komt ook de onderscheiding grote koninklijke vrouwe, zijn geliefde (hmt-niswt-wrt meryt.f) veel voor.

## Zie ook

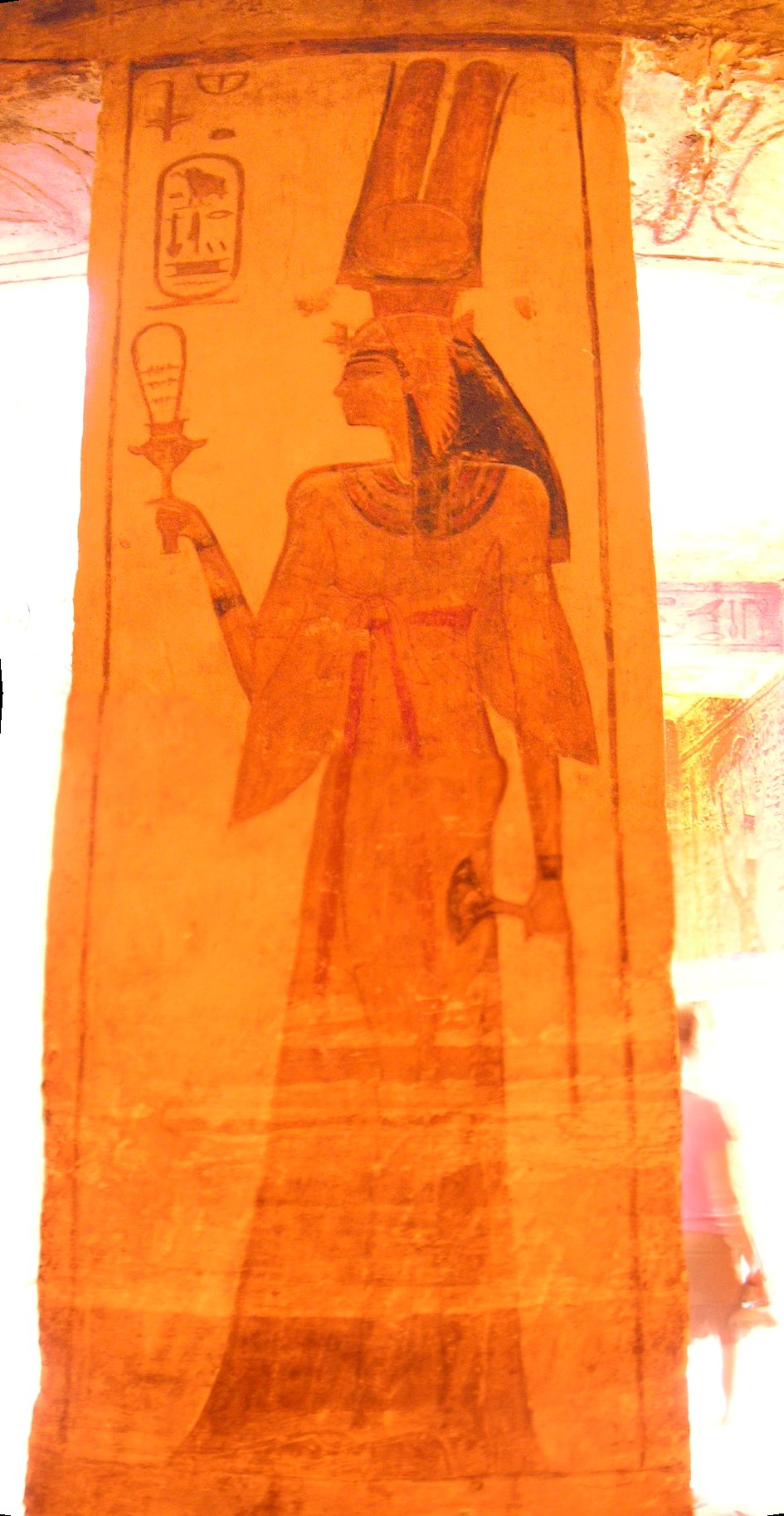
Nefertari, de Grote koninklijke vrouwe van Ramses II, uit de tempel die hij voor haar bouwde in Abu Simbel. Ze houdt een sistrum in de hand en een heilige lotus

## Grote koninklijke vrouwen

### Middenrijk
| Dynastie     | Naam       | Echtgenoot   | Commentaar                                                                                          |
| ------------ | ---------- | ------------ | --------------------------------------------------------------------------------------------------- |
| 12e dynastie | Meretseger | Senusret III | Lijkt de eerste titeldraagster, hoewel niet definitief in eigentijdse bronnen van toen geattesteerd |

### Tweede Tussenperiode
| Dynastie     | Naam        | Echtgenoot                                   | Commentaar                                                                    |
| ------------ | ----------- | -------------------------------------------- | ----------------------------------------------------------------------------- |
| 13e dynastie | Noebhotepti | Hor                                          | Koningsvrouw en Koningsmoeder                                                 |
| 13e dynastie | Noebchaas   | Sobekhotep V, Sobekhotep VI of Wahibre Ibiau | Grote koninklijke vrouwe, Vrouwe verenigd met de witte kroon                  |
| 13e dynastie | Ini         | Merneferre Ai                                | Grote koninklijke vrouwe, Vrouwe verenigd met de witte kroon                  |
| 13e dynastie | Nehit       | ?                                            | enkel bekend van twee scarabeeën zegels                                       |
| 13e dynastie | Satsobek    | ?                                            | enkel bekend van één scarabeeën zegel                                         |
| 13e dynastie | Sathathor   | ?                                            | enkel bekend van één scarabeeën zegel, lezing van de naam niet volledig zeker |
| 16e dynastie | Mentuhotep  | Djehuti                                      | Grote koninklijke vrouwe, Vrouwe verenigd met de witte kroon                  |
| 16e dynastie | Sitmoet     | Mentuhotep VI (?)                            |                                                                               |
| 17e dynastie | Noebchaas   | Sobekemsaf I                                 |                                                                               |
| 17e dynastie | Sobekemsaf  | Inyotef VI                                   | Echtgenote van Inyotef VI en zuster een onbekende koning. Begraven in Edfu.   |
| 17e dynastie | Noebemhat   | Sobekemsaf II                                |                                                                               |
| 17e dynastie | Tetisheri   | Ta'a I (Senachtenre)                         | Moeder van Ta'a II (Seqenenre)                                                |
| 17e dynastie | Ahhotep I   | Ta'a II (Seqenenre)                          | Moeder van Ahmose I en Ahmose-Nefertari                                       |

### Nieuwe Rijk
| Dynastie     | Naam                | Echtgenoot           | Commentaar |
| ------------ | ------------------- | -------------------- | --- |
| 18e dynastie | Ahmose-Nefertari    | Ahmose I             | Moeder van Amenhotep I en Ahmose-Meritamon |
| 18e dynastie | Ahmose-Sitkamose    | Ahmose I (?)         | |
| 18e dynastie | Ahmose-Henuttamehu  | Ahmose I (?)         | Dochter van koningin Inhapi. |
| 18e dynastie | Ahmose-Meritamon    | Amenhotep I          | |
| 18e dynastie | Ahmose              | Thoetmosis I         | Moeder van Hatsjepsoet |
| 18e dynastie | Hatsjepsoet         | Thoetmosis II        | Zou later als farao regeren met haar dochter, Neferoere, als Grote koninklijke vrouwe |
| 18e dynastie | Iset                | Thoetmosis II        | Ontving de titel van haar zoon Thoetmosis III |
| 18e dynastie | Neferoere (?)       | Thoetmosis III       | Er zijn geen bronnen, die hun vermeend huwelijk bevestigen. |
| 18e dynastie | Satiah              | Thoetmosis III       | |
| 18e dynastie | Merytre-Hatsjepsoet | Thoetmosis III       | Moeder van Amenhotep II, voor haar werd het Graf DK 42 gebouwd (maar zij is hier niet in begraven. |
| 18e dynastie | Tiaa                | Amenhotep II         | Ontving de titel van haar zoon Thoetmosis IV na de dood van haar echtgenoot - Amenhotep II probeerde de koninklijke lineariteit te doorbreken, door een van zijn echtgenotes op te tekenen, die mogelijk niet van koninklijken bloede waren, en Tiaa werd pas later geïdentificeerd, door haar zoon |
| 18e dynastie | Nefertari           | Thoetmosis IV        | |
| 18e dynastie | Iaret               | Thoetmosis IV        | |
| 18e dynastie | Tenettepihu         | Thoetmosis IV?       | bekend van een shabti en funerair beeld; waarvan vermoed uit de tijd van Tuthmosis IV te stammen? |
| 18e dynastie | Moetemwia           | Thoetmosis IV        | ontving de titel van haar zoon, Amenhotep III, nadat haar echtgenoot overleed, om aldus zijn eigen geboorte koninklijk te doen voor komen |
| 18e dynastie | Teye                | Amenhotep III        | Moeder van Akhenaten |
| 18e dynastie | Sitamun             | Amenhotep III        | oudste dochter van Amenhotep III en Teye |
| 18e dynastie | Iset                | Amenhotep III        | Dochter van Amenhotep III en Teye. |
| 18e dynastie | Nebetnehat          | Niet geïdentificeerd | Bekend van een op een canope-fragment aangetroffen cartouche; zij leefde gedurende de midden tot late 18e dynastie. |
| 18e dynastie | Nefertiti           | Achnaton (Akhenaten) | Mogelijk een dochter van Eje. |
| 18e dynastie | Meritaten           | Smenchkare           | Dochter van Achnaton en Nefertiti. |
| 18e dynastie | Anchesenamon        | Toetanchamon         | Dochter van Achnaton en Nefertiti. |
| 18e dynastie | Tey                 | Eje                  | |
| 18e dynastie | Mutnedjmet          | Horemheb             | Waarschijnlijk dochter van Eje en Tey |
| 19e dynastie | Sitre               | Ramses I             | Moeder van Seti I |
| 19e dynastie | Tuya                | Seti I               | Moeder van Ramses II |
| 19e dynastie | Nefertari           | Ramses II            | |
| 19e dynastie | Isetnofret          | Ramses II            | Moeder van Merenptah |
| 19e dynastie | Bintanath           | Ramses II            | oudste dochter van Ramses II en Isetnofret |
| 19e dynastie | Meritamen           | Ramses II            | Dochter van Ramses II en Nefertari |
| 19e dynastie | Nebettawy           | Ramses II            | Dochter van Ramses II en Nefertari |
| 19e dynastie | Henutmire           | Ramses II            | zuster of dochter van Ramses II |
| 19e dynastie | Maathorneferure     | Ramses II            | Hettitische prinses, dochter van Puduhepa |
| 19e dynastie | Isetnofret          | Merenptah            | zuster of nichtje van haar echtgenoot |
| 19e dynastie | Tawosret            | Seti II              | Zou later als farao regeren. |
| 19e dynastie | Takhat              | Seti II?             | Beschreven als echtgenote van Seti II op een (geüsurpeerd) standbeeld, misschien de moeder van Amenmesse? |
| 20e dynastie | Tiye-Mereniset      | Sethnacht            | Moeder van Ramses III |
| 20e dynastie | Iset Ta-Hemdjert    | Ramses III           | Moeder van Ramses IV en Ramses VI |
| 20e dynastie | (Dua-)Tentopet      | Ramses IV?           | mogelijk een vrouw van Ramses IV en de moeder van Ramses V, begraven in de Vallei der Koninginnen in Graftombe 74. |
| 20e dynastie | Ta-Henutwati        | Ramses V?            | koningin vermeld op de Wilbour Papyrus. |
| 20e dynastie | Nubkhesbed          | Ramses V             | Moeder van prinses Isis, die later Godsvrouw van Amon werd. |
| 20e dynastie | Baketwernel         | Ramses IX            | |
| 20e dynastie | Tyti                | Ramses X             | Mogelijk een vrouw van Ramses X, begraven in de Vallei der Koninginnen in Graftombe 52. |
| 20e dynastie | Anuketemheb         | onbekend             | Oorspronkelijke eigenares van de sarcofaag en canope-vazen die later zijn gebruikt voor koningin Takhat in Graf DK 10, gedateerd als behorend tot de 19e of 20e dynastie. |

### Derde tussenperiode
| Dynastie     | Naam        | Echtgenoot  | Commentaar                            |
| ------------ | ----------- | ----------- | ------------------------------------- |
| 21e dynastie | Nedjmet     | Herihor     | waarschijnlijke moeder van Pinedjem I |
| 21e dynastie | Mutnedjmet  | Psusennes I |                                       |
| 23e dynastie | Karomama    | Takelot II  | Moeder van Osorkon III                |
| 25e dynastie | Khensa      | Piye        |                                       |
| 25e dynastie | Peksater    | Piye        |                                       |
| 25e dynastie | Takahatamon | Taharqa     |                                       |
| 25e dynastie | Isetemkheb  | Tanutamon   |                                       |

### Late periode
| Dynastie     | Naam           | Echtgenoot      | Commentaar          |
| ------------ | -------------- | --------------- | ------------------- |
| 26e dynastie | Mehtienweskhet | Psammetichus I  | Moeder van Necho II |
| 26e dynastie | Takhuit        | Psammetichus II | Moeder van Apriës   |